# Pettigo Plateau Nature Reserve SPA
Pettigo Plateau Nature Reserve SPA este o arie protejată (arie de protecție specială avifaunistică — SPA) din Irlanda întinsă pe o suprafață de 691,28 ha, integral pe uscat.

## Localizare
Centrul sitului Pettigo Plateau Nature Reserve SPA este situat la coordonatele 54°36′58″N 7°56′44″W / 54.616212°N 7.945665°V.

## Înființare
Situl Pettigo Plateau Nature Reserve SPA a fost declarat arie de protecție specială avifaunistică în octombrie 1996 pentru a proteja 4 specii de animale.

## Biodiversitate
Situată în ecoregiunea atlantică, aria protejată nu include niciun habitat protejat.
La baza desemnării sitului se află mai multe specii protejate de  păsări (4): Anser albifrons flavirostris, erete vânăt (Circus cyaneus), șoim de iarnă (Falco columbarius), ploier auriu (Pluvialis apricaria).
Pe lângă speciile protejate, pe teritoriul sitului au mai fost identificate 1 specie de păsări, 2 specii de mamifere.